# E. J. 리델

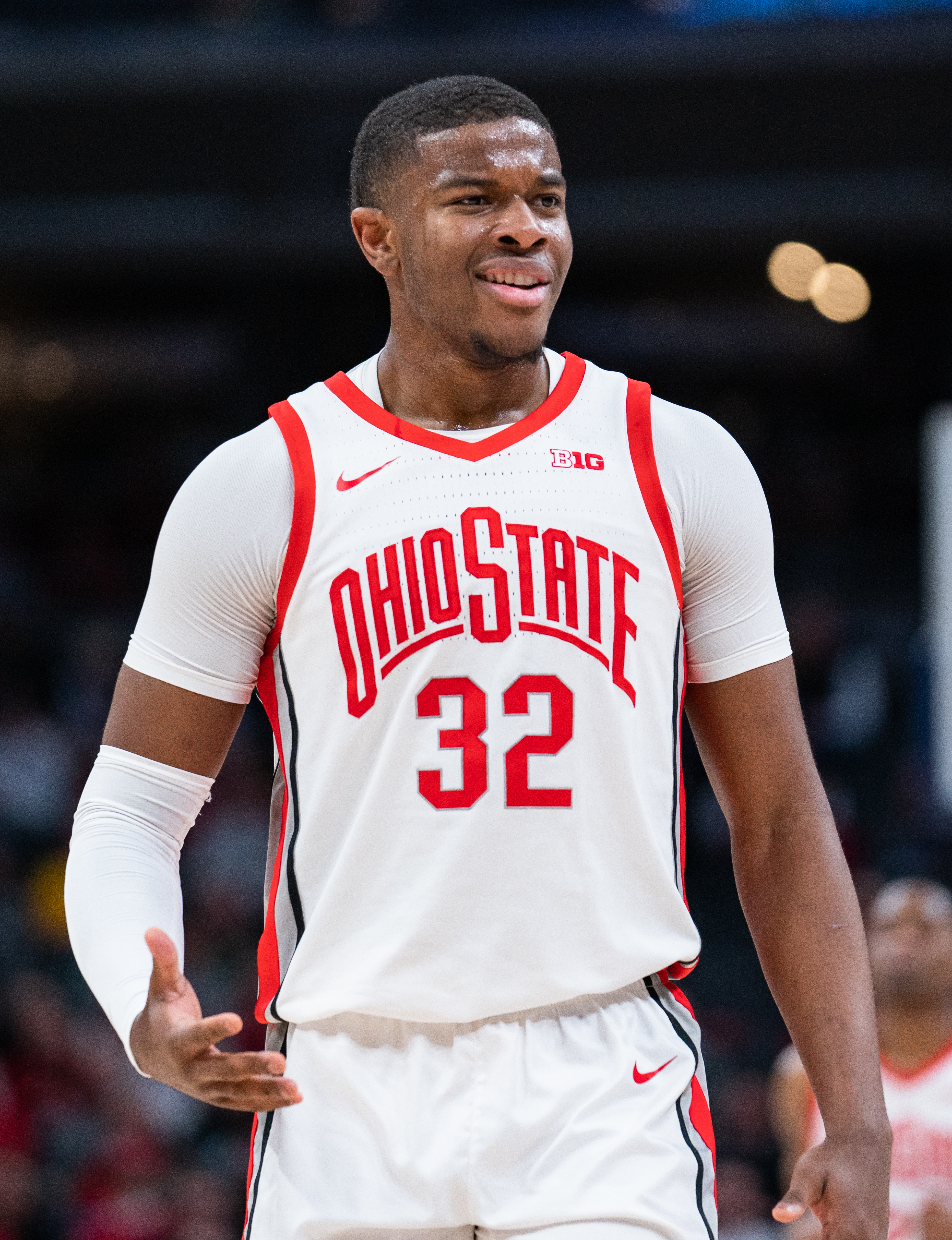
2022년 모습

E. J. 리델(E. J. Liddell, 본명: Eric "E. J." Liddell Jr., /lˈdɛl/lih-DEL), 2000년 12월 18일 ~ )은 전미 농구 협회(NBA)의 애틀랜타 호크스의 미국 프로 농구 선수이다. 그는 오하이오 주립 벅아이즈(Ohio State Buckeyes)에서 대학 농구를 했다.

## 어린 시절과 고등학교 경력
리델은 일리노이주 벨빌 (일리노이주)에서 자랐으며 벨빌 고등학교-웨스트(Belleville High School-West)에서 고등학교를 다녔다. 주니어 시절 평균 20.8득점과 8.2리바운드를 기록했고, 2018년 일리노이주 미스터 바스켓볼(Illinois Mr. Basketball) 상을 수상했으며, 2018년 세인트루이스 포스트 디스패치(St. Louis Post Dispatch) 올해의 선수상을 코트니 레이미(Courtney Ramey)와 공유하고, 일리노이주 4A 클래스 주립 챔피언십에서 우승했다. 선배로서 그는 경기당 평균 20.2 득점, 9.3 리바운드, 3.8 블록을 기록했다. 2년 연속으로 일리노이 미스터 바스켓볼, 세인트루이스 포스트 디스패치 올해의 선수상, 일리노이 4A 클래스 주립 챔피언십에서 우승했다.

### 리크루트
리델은 합의된 4성급 신입 선수이었으며 일리노이주 최고의 선수로 선정되었다. 2018년 10월 1일, 리델은 일리노이, 미주리, 위스콘신과 같은 팀의 장학금 제안을 통해 오하이오 주에서 대학 농구를 하기로 약속했다.